# 2MASS J14304358+2915405
2MASS J14304358+2915405 ist ein Brauner Zwerg im Sternbild Bärenhüter. Er wurde 2003 von John C. Wilson et al. entdeckt.
Er gehört der Spektralklasse L0.5 an. Seine Position verschiebt sich aufgrund seiner Eigenbewegung jährlich um 0,233 Bogensekunden.